# Giroflé-Girofla

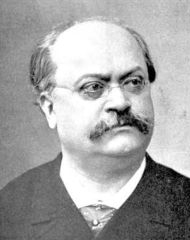
Charles Lecocq

Giroflé-Girofla är en operett (opéra bouffe) i tre akter med musik av Charles Lecocq och libretto av Albert Vanloo och Eugène Leterrier. Handlingen utspelas i Spanien på 1200-talet och rör sig kring två tvillingbrudar varav den ena bortförs av pirater. Den andra tvillingen får förställa sig som båda brudarna tills den första är räddad. Lecocq valde ett särdeles långsökt tema för att kontrastera mot sin mer romantiska och realistiska succé Madame Angots dotter.
Operetten hade premiär på Théâtre des Fantaisies Parisiennes i Bryssel den 21 mars 1874, och spelades i London och Paris senare samma år; den spelades snart på många teatrar i Europa, USA och Australien, och kom i många nyuppsättningar in på 1900-talet.

## Historia och premiärer
Det tog Lecocq många år att erkännas som kompositör. Han fick ett genombrott 1868 med Teblomman, men det var inte förrän han närmade sig de fyrtio som han uppnådde internationell erkänsla med Hundra jungfrur (1872) och speciellt med Madame Angots dotter (1873). Båda har premiär i Bryssel - dit Lecocq flyttade 1870 - och sattes snart upp på teatrar i Europa och USA. Lecocq insåg att för att kunna få en lika stor succé som Madame Angots dotter måste han åstadkomma något helt nytt så att ingen jämförelse kunde göras. Han beskrev det långsökta librettot till Girofle-Girofla som ett italienskt buffostycke, vilket var precis vad han önskade. Librettot var skrivet av två nybörjare: Albert Vanloo var jurist och Eugène Leterrier var ämbetsman, båda i startgroparna för en ny karriär inom teatern. De tog titeln, men inget annat, från en traditionell fransk sång, "Giroflé-Girofla".
Eugène Humbert, teaterdirektör vid Théâtre des Fantaisies-Parisiennes, hade beställt både Hundra jungfrur och Madame Angots dotter; Giroflé-Girofla var det tredje och sista stycket som Lecocq skrev till honom innan han återvände till Paris, där merparten av hans senare verk skulle ha premiär. Humberts teatersällskap innehöll flera populära sångare som hade sjungit roller i Madame Angots dotter, däribland sopranerna Pauline Luigini och Marie Blanche, tenoren Mario Widmer och buffobarytonen Alfred Jolly. Teatern var fullsatt till premiären och biljettpriserna såldes vidare för stora summor. Operetten mottogs med entusiasm, flera nummer fick sjungas om på "allmän begäran" och efteråt fick Lecocq mottaga stora ovationer.
Trots Lecocqs två tidigare succéer var flera teatrar tveksamma till att sätta upp ett nytt stycke av honom. Louis Cantin, chef för Théâtre des Folies-Dramatiques, nekade till att få Parispremiären av Giroflé-Girofla. Enligt Académie Nationale de l'Opérette var detta en välsignelse för Lecocq och hans librettister då Théâtre de la Renaissance, som tog sig an stycket, bland sina sångare hade ett ungt stjärnskott på 22 år vid namn Jeanne Granier, som just hade erhållit sin första stora succé och var på väg att bli Paris största stjärna. Uppsättningen på Renaissance spelades över 200 föreställningar fram till oktober. Med intäkter på mer än 700 000 francs var det ett av Paris mest lyckosamma musikverk under 1870-talet.

## Uppsättningar
Operetten spelades i London innan den gick upp i Paris, en ovanlig händelse som pressen anmärkte på. Impressarion Richard D'Oyly Carte engagerade Humberts Brysselkompani att spela Giroflé-Girofla på franska på Opera Comique i London med premiär den 6 juni 1874 och med samtliga sångare från originaluppsättningen. Den spelade för fyllda hus och mottog entusiastiska recensioner. Den första uppsättningen på engelska var på Philharmonic Theatre i Islington i London med ett libretto bearbetat av Clement O'Neil och Campbell Clarke, som gick av stapeln den 3 oktober 1874 med Julia Matthews, Walter Fisher och Harriet Everard. Verket sattes upp tre gånger till i London under 1800-talet: på engelska med Pauline Rita (1875), och på franska med det återvändande belgiska kompaniet (1875), samt ett parisiskt kompani lett av Granier, Jolly och Vauthier (1881).
Den amerikanska premiären skedde på Park Theatre i New York den 4 februari 1875. Musikforskarna Kurt Gänzl och Andrew Lamb listar åtta uppsättningar i New York mellan 1875 och sekelskiftet samt två senare: på Broadway Theatre 1905 och på Jolson's Theatre 1926. Operetten var en favorit hos sopranen Lillian Russell som spelade den dubbla huvudrollen i Chicago, New York och på turné under 1890-talet.
I Paris skedde nyuppsättningar under hela 1800-talet, däribland en 1880 med Granier och ytterligare en 1889 med Clara Lardinois. Andra uppsättningar gjordes 1903 och 1911. Operetten presenterades i Berlin 1874. Premiären i Australien gavs i Melbourne i maj 1875 med Clara Thompson och Henry Bracy, och samma år gavs uppsättningar i Buenos Aires, Prag, Wien och Budapest.
Verket har satts upp då och då från början av 1900-talet. En sekeluppsättning sattes upp i London av studenter vid Central School of Speech & Drama i mars 1974. Professionella nypremiärer har getts på Odéon Theatre i Marseille 2007, och på Grand Théâtre i Angers 2016.
En förkortad version spelades in av solister, orkester och kör Radio Berlin under Willi Lachners ledning 1952, för Urania, med Kurt Pratsch-Kaufmann som Don Boléro d'Alcarazas. En komplett fransk radioutsändning från november 1963 dirigerad av Marcel Cariven gavs ut på CD 1991 av Gaieté Lyrique.

## Recensioner och kritik
Efter premiären i Bryssel blev recensionerna mestadels positiva. Recensenten i The Standard skrev att musiken var av väldigt hög kvalitet, överlägsen den i Madame Angots dotter, och bevisade att Lecocq var en första rangens kompositör. Enligt den engelska musiktidskriften The Athenaeum överglänste verket genrenbuffa opera, och var en äkta komisk opera jämförbar med verk av Rossini och Cimarosa. Kritikern fann librettot mindre tillfredsställande då akt II och akt III var för lika i handling. En recensent i The New York Times förutsåg att piratkören "Parmi les choses délicates" snart "skulle spelas av varenda positivhalare i den civiliserade världen". Kritikern instämde med åsikten i The Athenaeum att Giroflé-Girofla inte "var en operett, men en riktig opera comique" och förutspådde en plats i Académie des Beaux-Arts för kompositören.
Efter att operetten hade haft premiär i Paris noterade Les Annales du théâtre et de la musique att alla skrattade åt "detta roliga dårskap" och nynnade på musiken i "detta charmfulla stycke".
När musikforskaren Stanley Sadie hade sett operettens hundraårsjubileum i London 1974 fann han stycket "charmerande … inte särskilt originellt eller slipat i jämförelse med Offenbach, men med många fyndiga och harmoniska ställen och elegant formade melodier, och med en extra gnista än hos Sullivan. I sin översikt av operetten (2003) prisar Richard Traubner Lecocqs "kraftfulla" och "formidaba" skapelse, särskilt i ensemblerna såsom Akt I sextet "Comme elle ressemble à sa soeur" och Akt II quintet "Matamoros, grand capitaine". Han skriver att librettot kan ha haft en påverkan på W. S. Gilbert, vad gäller både handling och karaktärer.

## Originalbesättningar
| Roller                                                                                               | Stämma      | Bryssel, 21 mars 1874                                         | Paris, 11 november 1874                                                 |
| --- | ----------- | ------------------------------------------------------------- | ----------------------------------------------------------------------- |
| Don Boléro d'Alcarazas, en spansk guvernör                                                           | baryton     | Alfred Jolly                                                  | Alfred Jolly                                                            |
| Aurore, hans hustru                                                                                  | mezzosopran | Mme Delorme                                                   | Mme Alphonsine                                                          |
| Giroflé / Girofla, deras tvillingdöttrar                                                             | sopran      | Pauline Luigini                                               | Jeanne Granier                                                          |
| Paquita, i tjänst hos Boléro                                                                         | sopran      | Marie Blanche                                                 | Augusta Colas                                                           |
| Pedro, i tjänst hos Boléro                                                                           | mezzosopran | J d'Alby                                                      | Laurent                                                                 |
| Marasquin                                                                                            | tenor       | Mario Widmer                                                  | Félix Puget                                                             |
| Mourzouk, en mor                                                                                     | baryton     | Paul Giret                                                    | Vauthier                                                                |
| Piratledaren                                                                                         | bas         | Leroy                                                         | Gobereau                                                                |
| Gudfadern                                                                                            |             | Durieu                                                        | Cosmes                                                                  |
| Notarien                                                                                             |             | Achille                                                       | Fournier                                                                |
| Skattmasen                                                                                           |             | Ernotte                                                       | Leclerc                                                                 |
| Dansare                                                                                              |             | Castelain                                                     | Paul Albert                                                             |
| Best man                                                                                             |             | Coclers                                                       | Tamarelle                                                               |
| Avlägsna kusiner                                                                                     |             | Laurent, Deschamps, Anna, Schmidt, Thérèse, Piton, Petronille | Panseron, Bied, Albuoy, Anne Muller, Jouvenceau, Gilles, Lebrun, Sylvie |
| Pirater, moriska soldater, sjömän, män och kvinnor, vänner till Giroflé och Girofla, moriska kvinnor |             |                                                               |                                                                         |

## Handling
Plats: Spanien
Tid: ca 1250

### Akt I
Guvernör on Boléro är förföljd av svårigheter. Till sjöss hotas kusterna av pirater och till land av moren Mourzouks trupper. Han är också skyldig Marasquins bank pengar. Tillsammans med sin dominanta hustru Aurore har han två tvillingdöttrar, Giroflé och Girofla (framförd av samma sångare; för att särskilja dem åt bär hon blå respektive skära kläder). Aurore har arrangerat politiska och fördelaktiga äktenskap för tvillingarna: Giroflé med sonen till Marasquin och Girofla med Mourzouk.
Bröllopsförberedelserna pågår medan ridån går upp. Pedro, en ung man i tjänst hos Boléro, varnar flickorna för att ge sig av alltför långt bort, då de kan rövas bort av piraterna och föras till ett harem. Tidpunkten har kommit för brudgummarna att anlända. Marasquins son dyker planenligt upp men Mourzouk skyller på tandvärk och senarelägger sin ankomst. Marasquin vägrar invänta hans ankomst och insisterar på att hans äktenskap ska gå av stapeln. Det är kärlek från första stunden mellan honom och Giroflé och de reser lyckliga iväg. Då dyker piraterna och rövar bort Girofla. Pedro försöker skydda henne men de ger sig av på ett skepp mot Konstantinopel. Mourzouk dyker upp och kräver att bröllopet blir av. Giroflé får höra att hon måste gifta sig en andra gång och tar på sig ett skärt band.

### Akt II
Giroflé är inlåst på sitt rum medan Aurore tvingas ljuga för de två brudgummarna - de måste vänta till midnatt. Pedro har lyckats fly från piraterna och berättar att Boléros amiral Matamoros har dem fångna i en vik, men han vägrar döda dem innan han fått betalt. Boléro och Aurore ger sig av för att plundra skattkammaren. Under tiden träffar Giroflé sin make och de rymmer. När hennes föräldrar anländer tror de att piraterna har tagit även henne.

### Akt III
Marsasquin och Giroflé dyker upp efter en angenäm bröllopsnatt. Boléro och Aurore berättar för Marasquin Giroflé måste utge sig för att vara Girofla. De lyckas försinka Mourzouk men han insisterar på att gifta sig med Giroflé. Just då anländer Pasquita med nyheten att piraterna är besegrade. Girofla kan komma tillbaka och bröllopen kan hållas
Källa: Gänzl's Book of the Musical Theatre.

## Musiknummer

### Akt I
- Kör – "Que chacun se compose un visage joyeux"
- Ballad – "Lorsque la journée est finie" (Paquita)
- Couplets – "Pour un tendre père" (Boléro)
- Couplets de Giroflé – "Père adoré, c'est Giroflé"
- Couplets de Girofla – "Petit papa, c'est Girofla"
- Couplets de Marasquin – "Mon père est un très-gros banquier"
- Kör – "A la chapelle"
- Couplets de la Présentation – "Ciel! qu'ai-je ressenti là?" (Marasquin)
- Scène och kör – "Mais où donc est mon autre fille" (Aurore)
- Piratkör – "Parmi les choses délicates"
- Duo – "C'est fini, le mariage" (Marasquin, Giroflé)
- Marche mauresque och Mourzouks entré – "Majestueux, et deux par deux"
- Couplets – "Ce matin l'on m'a dit: Ma fille" (Boléro)
- Kör – "Voici l'heure et le moment"
- Ensemble – "Comme elle ressemble à sa soeur"
- Final – "A la chapelle"

### Akt II
- Entr'acte
- Gästernas kör – "Nous voici, monsieur le beau-père"
- Kör – "A table, à table, à table"
- Duet – "Papa, papa, ça n' peut pas durer comm' ça" (Giroflé, Boléro)
- Chanson de la Jarretière (Song of the Garter) – "Nos ancêtres étaient sages" (Marasquin)
- Quintette – "Matamoros, grand capitaine" (Pedro, Giroflé, Aurore, Boléro, Paquita)
- Morceau d'ensemble – "Bon appétit, belle cousine!"
- Brindisi – "Le punch scintille" (Giroflé)
- Final:
  - Kör – "Ahl qu'il est bon"
  - Scène – "Qu'est-ce que cela"
  - Andante – "O Giroflé, fleur d'innocence"
  - Ensemble – "Ah! le canon"

### Akt III
- Entr'acte
- Aubade – "Voici le matin" (Marasquin, Giroflé)
- Duo – "En tête-à-tête, faire la dînette" (Marasquin, Giroflé)
- Couplets dialogués – "En entrant dans notre chambrette" (Marasquin, Giroflé)
- Rondeau – "Soyez généreux, soyez magnanime" (Aurore, Boléro, Marasquin, Giroflé)
- Chanson mauresque – "Ma belle Girofla" (Mourzouk, Giroflé)
- Ensemble – "Au diable l'animal"
- Kör – "Il est temps de nous mettre en voyage"
- Couplets du départ – "Certes dans toute circonstance" (Mourzouk, Giroflé, Aurore, Boléro )
- Ensemble – "Je flaire quelque mystère"
- Final – "Matamoros, grand capitaine"